# Моторигін Василь Семенович
Василь Семенович Моторигін (3 квітня 1908, с. Ніколаївка, Моршанський район, Тамбовська область, РФ — 8 листопада 1992, м. Одеса) — радянський офіцер, учасник Радянсько-німецької війни, командир взводу 5-ї стрілецької роти 231-го гвардійського стрілецького полку 75-ї гвардійської стрілецької дивізії 30-го стрілецького корпусу 60-ї Армії Центрального фронту, Герой Радянського Союзу (17.10.1943), гвардії лейтенант, пізніше гвардії старший лейтенант.

## Біографія
Народився 3 квітня 1908 року в с. Ніколаївка, Моршанський район, Тамбовська область. Закінчив лісовий технікум, працював у лісгоспі Шацького району Рязанської області.
До Червоної Армії призваний в 1942 році і направлений в Рязанське військове піхотне училище, яке закінчив у 1943 році. Був призначений командиром взводу 5-ї стрілецької роти 231-го гвардійського стрілецького полку 75-ї гвардійської стрілецької дивізії.
Брав участь у Курській битві в районі Понирі-Ольховатка. 7 липня 1943 року в бою за хутір Дружковський проявив себе сміливим, ініціативним командиром, вміло керував взводом, відбивши атаки противника. Взвод знищив в бою до 40 солдатів і офіцерів противника. Був поранений. Нагороджений медаллю «За відвагу».
Особливо відзначився В. С. Моторигін при форсуванні річки Дніпро північніше Києва восени 1943 року, у боях при захопленні та утриманні плацдарму на правому березі Дніпра в районі сіл Глібівка та Ясногородка (Вишгородський район Київської області). В наградному листі командир 231-го гвардійського стрілецького полку гвардії підполковник Маковецький Ф.Є. написав , що 24.09.1943 року під сильним артилерійсько-мінометним вогнем пртивника і бомбардуванням ворожою авіацією  Моторигін першим зі своїм взводом форсував річку Дніпро і вступив у бій за розширення плацдарму. Зломивши опір противника і відкинувши його за русло старого Дніпра, форсував вбрід старий Дніпро і розпочав бій на плацдармі. Знищив більше роти піхоти, 5 кулеметів, 6 мінометів і забезпечив переправу свого батальйону. Незважаючи на контузії, поля бою не залишив, знаходячись у передніх рядах, брав особисту участь у рукопашних сутичках, своїм прикладом надихаючи бійців. Особисто знищив з автомата 37 гітлерівців, гранатами знищив 2 кулемети і 3 мінометні розрахунки. Особистою участю на вирішальних ділянках бою забезпечив успіх виходу підрозділів на західний берег Дніпра.
Указом Президії Верховної Ради СРСР від 17 жовтня 1943 року за мужність і героїзм проявлені при форсуванні Дніпра і утриманні плацдарму гвардії лейтенанту Моторигіну Василю Семеновичу присвоєне звання Героя Радянського Союзу з врученням ордена Леніна і медалі «Золота Зірка».
В боях за розширення плацдарму взвод Моторигіна протягом 26 і 27 вересня відбив 6 контратак піхоти противника. Моторигін замінив пораненого командира роти і виконав поставлене бойове завдання. Був нагороджений орденом Червоної Зірки.
В боях за звільнення Білорусі Моторигін вміло командував ротою. Командир 231-го гвардійського стрілецького полку гвардії майор Максимов В. О. написав в нагородному листі, що в боях за село Давидовичі 8 січня 1944 року його рота однією з перших увірвалася в траншеї противника, вибила його і першої зайняла село. Моторигін був тяжко поранений. За цей бій він був нагороджений орденом Вітчизняної війни 2 ступеня.
В 1945 році гвардії старший лейтенант Моторигін В. С. був демобілізований.
Після війни працював директором Шацького лісгоспу в Рязанській області, потім переїхав до Одеси.
Помер 8 листопада 1992 року в м. Одеса.

## Нагороди
- медаль «Золота Зірка» № 1563 Героя Радянського Союзу (17 жовтня 1943)
- Орден Леніна
- Орден Вітчизняної війни 1 ступеня
- Орден Вітчизняної війни 2 ступеня
- Орден Червоної Зірки
- Медалі

## Пам'ять
- У 169-му навчальному центрі Сухопутних військ Збройних сил України «Десна» встановлено погруддя Героя.
- У лісгоспі Шацького району Рязанської області встановлено меморіальну таблицю.